# Młodnik (biologia)
Młodnik – faza rozwoju drzewostanu następująca po uprawie,  obejmująca młode pokolenie drzew gatunków lasotwórczych pochodzące najczęściej z nasadzenia sztucznego (z sadzonek). Faza młodnika obejmuje okres od momentu osiągnięcia zwarcia (zetknięcia się koron) drzewek do czasu rozpoczęcia się wydzielania (obumierania sztuk najsłabszych), czyli wejścia drzew w fazę tyczkowiny. Umownie okres ten określa się na 20–25 rok życia drzewostanu.